# KTM RC
La KTM RC è una serie di modelli di motocicletta stradale sportiva prodotto dalla casa motociclistica austriaca KTM dal 2008.

## Descrizione

### RC8
Presentata nel 2007 e prodotta dal 2008, è stata la prima della famiglia RC; possiede un motore da circa 1,2 litri bicilindrico con un'impostazione e ciclistica da sportiva stradale con i fianchi che sono semi-carenati.

### RC 125, RC 200, RC250 e RC 390
Presentate nel novembre del 2013, prodotte in India dalla Bajaj ed esportate in numerosi mercati oltre a quello asiatico, le differenze tra la 125, 200 e 390 sono limitate alla motorizzazione e nel caso della 390 anche per la colorazione.
Successivamente venne introdotta la motorizzazione 250, che in alcuni mercati ha sostituito la motorizzazione 200, questo nuovo motore riprende l'impostazione del 390, il motore è caratterizzato da un pistone fucinato, il cilindro in alluminio con rivestimento Nikasil e l'iniezione elettronica.